# 井幡博康
井幡 博康（いばた ひろやす、1974年6月25日 - ）は、北海道札幌市出身の元サッカー選手、サッカー指導者。ポジションはMF。

## 来歴
札幌市立羊丘中学校を卒業後に単身ブラジルへ渡りサッカー留学。帰国後に室蘭大谷高校へ入学。1年時より抜群のテクニックで10番を背負い、冬の選手権では準々決勝の市立船橋高校戦で芸術的なループシュートで先制点を決めるも1-2で敗れる。その大会の優秀選手に選出される。2年時も1学年上で日本ユース代表の佐藤尽とともに道内では敵なしの強さをほこるが選手権では1回戦敗退。3年時には予選決勝で姉妹校の登別大谷高校に涙をのむ形となった。
注目をあびながらも大きな大会で結果を残せなかったが、その実力から1994年に名古屋グランパスエイトへ入団。2年間所属したが出場機会のないまま戦力外通告を受け退団、ジャパンフットボールリーグ(JFL)の本田技研へ移籍。1999年には14試合11得点と活躍したことから、ジェフユナイテッド市原への移籍が決定した。2000年に25歳にしてJリーグデビューを飾り、8月19日の対川崎フロンターレ戦では残留争いのライバルを相手に貴重な決勝ゴールを挙げるなど、シーズン3得点をマークした。しかし、2001年には出場機会が減少し、シーズン終了後に戦力外通告を受け退団。現役引退した。
2008年1月、浜松大学サッカー部コーチに就任する事が同大学より発表された。それ以前には常葉学園橘高校サッカー部にて長澤和明に師事する形で指導に携わっており、同大学サッカー部でも長澤に師事する形で指導に携わっている。2013年はツエーゲン金沢U-18の監督を務めた。
2014年より、JFL・Honda FCの監督に就任。就任の経緯については後年に「自分が現役の時もお世話になって、Jに戻ることもできた。もう一度チャレンジすることを教えてくれたクラブ。恩返しができればと思った」と語っている。
2020年10月16日、同年シーズン限りでHonda FCの監督を退任すると発表された。
2021年8月よりFCマルヤス岡崎の監督に就任。
2022年5月13日、選手に対する不適切な発言が確認されたとして井幡に対してチームが制裁金を科していたことが明らかとなった。具体的には2021年7月から8月にかけて「今年、お前を使うことは無い」「もう、死んでくださーい」など発言があったと複数の選手から申告があり、外部弁護士による調査で不適切な発言があったとしている。

## 所属クラブ
- 室蘭大谷高校
- 1994年-1996年 名古屋グランパスエイト
- 1996年-1999年 本田技研
- 2000年-2001年 ジェフユナイテッド市原

## 個人成績
| 国内大会個人成績 | 国内大会個人成績 | 国内大会個人成績 | 国内大会個人成績 | 国内大会個人成績 | 国内大会個人成績 | 国内大会個人成績 | 国内大会個人成績 | 国内大会個人成績 | 国内大会個人成績 | 国内大会個人成績 | 国内大会個人成績 |
| 年度             | クラブ           | 背番号           | リーグ           | リーグ戦         | リーグ戦         | リーグ杯         | リーグ杯         | オープン杯       | オープン杯       | 期間通算         | 期間通算         |
| 年度             | クラブ           | 背番号           | リーグ           | 出場             | 得点             | 出場             | 得点             | 出場             | 得点             | 出場             | 得点             |
| 日本             | 日本             | 日本             | 日本             | リーグ戦         | リーグ戦         | リーグ杯         | リーグ杯         | 天皇杯           | 天皇杯           | 期間通算         | 期間通算         |
| ---------------- | ---------------- | ---------------- | ---------------- | ---------------- | ---------------- | ---------------- | ---------------- | ---------------- | ---------------- | ---------------- | ---------------- |
| 1994             | 名古屋           | -                | J                | 0                | 0                | 0                | 0                | 0                | 0                | 0                | 0                |
| 1995             | 名古屋           | -                | J                | 0                | 0                | -                | -                | 0                | 0                | 0                | 0                |
| 1996             | 名古屋           | -                | J                | 0                | 0                | 0                | 0                | 0                | 0                | 0                | 0                |
| 1996             | 本田             | 29               | 旧JFL            | 4                | 0                | -                | -                | 2                | 0                | 6                | 0                |
| 1997             | 本田             | 29               | 旧JFL            | 24               | 5                | -                | -                | 3                | 1                | 27               | 6                |
| 1998             | 本田             | 8                | 旧JFL            | 0                | 0                | -                | -                | 0                | 0                | 0                | 0                |
| 1999             | 本田             | 8                | JFL              | 14               | 11               | -                | -                | 3                | 5                | 17               | 16               |
| 2000             | 市原             | 15               | J1               | 15               | 3                | 3                | 0                | 2                | 0                | 20               | 3                |
| 2001             | 市原             | 15               | J1               | 5                | 1                | 3                | 0                | 1                | 0                | 9                | 1                |
| 通算             | 日本             | 日本             | J1               | 20               | 4                | 6                | 0                | 3                | 0                | 29               | 4                |
| 通算             | 日本             | 日本             | JFL              | 14               | 11               | -                | -                | 3                | 5                | 17               | 16               |
| 通算             | 日本             | 日本             | 旧JFL            | 28               | 5                | -                | -                | 5                | 1                | 33               | 6                |
| 総通算           | 総通算           | 総通算           | 総通算           | 62               | 20               | 6                | 0                | 11               | 6                | 79               | 26               |

- Jリーグ初出場 - 2000年3月18日 J1 1st第2節 対サンフレッチェ広島戦 (広島ビッグアーチ)
  - 45分、中田一三に代わり途中出場

- Jリーグ初得点 - 2000年8月5日 J1 2nd第8節 対ヴェルディ川崎戦 (山形県総合運動公園陸上競技場)

## 指導歴
- 常葉学園橘高等学校：コーチ
- 2008年‐2012年 浜松大学：コーチ
- 2013年 ツエーゲン金沢：U-18監督
- 2014年 - 2020年 Honda FC：監督
- 2021年8月 - FCマルヤス岡崎：監督